# Сине мой
„Сине мой“ е стихотворение на българския поет Стамен Панчев. Познато е и с първите редове от него – „Сине мой, надежда скъпа моя“.

## История на създаването
Авторът Стамен Панчев е тежко ранен в битката при Чаталджа. Няколко дни по-късно той си отива от този свят в лазарета, държейки в ръце само портрета на своя тригодишен син Павел Панчев. Стихотворението е публикувано в единствената стихосбирка на поета „С перо и меч“, излязла за пръв път през 1927 година.
За стихотворението е написана музика с композитор, либретист и капелмайстор Тодор Наумов, с което то се превръща в първата българска военна опера „Сине мой“. Песента „Сине мой“ е официален химн на община Ботевград.
Капитан Павел Стаменов Панчев е офицер в 15-и пехотен Ломски полк в Белоградчик. През лятото на 1946 г. е уволнен при чистка в армията. Майка на Павел е Рада, сестра на поета Никола Ракитин. Написал е биографичната книга „Моят баща Стамен Панчев“, София. Военно издателство. (1987).